# Villa Louvigny
Villa Louvigny es un edificio que data de 1920 y está situado en Parque Municipal de la Ciudad de Luxemburgo. Fue durante 64 años, sede de la Compañía de Teledifusión Luxemburguesa (CLT) y fue sede del Festival de la Canción de Eurovisión en 1962 y 1966. Actualmente alberga el Ministerio de Salud y el Instituto Monetario de Luxemburgo.

## Historia
El 9 de noviembre de 1932, la recién creada Compañía Luxemburguesa de Radiodifusión (CLR), alquila el edificio, ubicado en las inmediaciones del Parque Municipal de Luxemburgo, estableciendo en este su sede y adquiriendo luego los terrenos en 1936. Las modificaciones para albergar a los estudios de radio y diversas oficinas se terminaron en 1939. Tras la ocupación alemana durante la Segunda Guerra Mundial, la Villa se encontraba en condiciones deplorables: la centrales radioeléctricas y telefónicas fueron dinamitadas, además las oficinas y la fonoteca que se encontraba en su interior habían desaparecido. La Villa estuvo ocupada por las fuerzas aliadas, quienes utilizaron los servicios de radiodifusión. Tras la retirada de los efectivos y la entrega del edificio a la CLT el 11 de noviembre de 1945 por parte del embajador de los Estados Unidos, la Villa Louvigny era irreconocible.
Posteriormente, la CLR reconstruye el edificio, inaugurando una nueva ala y un gran auditorio, que entra en servicio en 1952. Además, se habilitan dos nuevos estudios repartidos en 1000 metros cuadrados: el primero, de forma trapezoidal, cuyo fin era albergar a la Orquesta Sinfónica de la RTL y a 400 espectadores; y el segundo, con el propósito de realizar emisiones. Así, Villa Louvingny se convertiría en un centro de transmisiones completo, contando con servicios informativos, estudios, oficinas administrativas, de dirección, una fonoteca de 30.000 discos, teletipo, un estudio de doblaje y dos nuevas salas de control, las cuales estaban conectadas subterráneamente a la unidad transmisora ubicada en la meseta de Junglinster.
El 23 de enero de 1955, la CLT se embarca en una nueva aventura: la televisión, utilizando la torre de radio de Dudelange como transmisor. En 1957 se levanta en Villa Louvigny una torre de 8 pisos para albergar las oficinas y estudios de Télé Luxembourg. El ala técnica se extendería en 1961. En diciembre de 1971, Georges Lang comienza a presentar los programas nocturnos de la RTL en directo desde la Villa. En septiembre de 1987, RTL Televisión se divide en dos canales independientes: RTL-TVI (para Bélgica) y RTL Television (para Luxemburgo y Lorraine). Los programas de la RTL-TVI se harían posteriormente desde Villa Roosevelt en Bruselas y los de RTL Televisión serían realizados desde Metz (y de paso en París), quedando sólo las oficinas administrativas en Villa Louvigny. La división histórica de la CLT cambiaría de nombres conforme pasan los años, denominándose respectivamente RTL Television, RTL Lorraine y RTL 9.
En 1991, las oficinas y los servicios de radio de la CLT ubicados en la Villa, serán trasladados a un nuevo edificio, denominado KB1, ubicado en el barrio de Kirchberg, en las afueras de la Ciudad de Luxemburgo.
En enero de 1995, la RTL TV (denominada actualmente RTL 9) celebra sus 40 años desde el gran auditorio de Villa Louvigny.
En 1996, un segundo edificio, denominado KB2, es inaugurado también en Kirchberg, junto con los estudios de televisión. Durante ese verano, los servicios de televisión se trasladan a este edificio, quedando la Villa completamente vacía y siendo vendida en $ 931 millones de francos luxemburgueses (poco más de € 23 millones) al Gobierno luxembürgués, el cual instala el Instituto Monetario de Luxemburgo y el Ministerio de Salud. El gran auditorio sigue prestando en la actualidad conciertos de música clásica con cierta regularidad.
Para muchos espectadores, Villa Louvigny seguirá siendo la "sede mítica" de Télé-Luxembourg, por lo que existe molestia debido a la no consideración de instalar un museo dedicado a la cadena.
| Predecesor: Palacio de Festivales y Congresos Cannes, 1961 | Sede del Festival de la Canción de Eurovisión Luxemburgo, 1962 | Sucesor: BBC Television Centre Londres, 1963          |
| Predecesor: Auditorium della RAI Nápoles, 1965             | Sede del Festival de la Canción de Eurovisión Luxemburgo, 1966 | Sucesor: Großer Festsaal (Wiener Hofburg) Viena, 1967 |